# Pingma
Pingma (kinesiska: 平马) är en tidigare socken i sydvästra Kina. Den låg i storstadsområdet Chongqing, omkring 280 kilometer sydost om det centrala stadsdistriktet Yuzhong. Antalet invånare vid folkräkningen 2010 var 5 855. Befolkningen består av 2 870 kvinnor och 2 985 män. Barn under 15 år utgör 27,0 %, vuxna 15-64 år 59 %, och äldre över 65 år 13,0 %.
Pingma inkorporerades i Hong'an köping i april 2011.